# Xeroniscus angusticauda
Xeroniscus angusticauda là một loài chân đều trong họ Eubelidae. Loài này được Ferrara & Taiti miêu tả khoa học năm 1990.